# Bagaceratop
El bagaceratop (Bagaceratops, "petita cara banyuda") és un gènere de dinosaure ceratop que va viure en el que avui en dia és Mongòlia fa uns 80 milions d'anys, durant el Cretaci superior.